# Samuel Pizzetti
Samuel Pizzetti (Codogno (Lodi), 16 oktober 1986) is een Italiaanse zwemmer. Hij vertegenwoordigde zijn vaderland op de Olympische Zomerspelen 2008 in Peking.

## Carrière
Bij zijn internationale debuut, op de Europese kampioenschappen kortebaanzwemmen 2005 in Triëst, eindigde Pizzetti als elfde op de 1500 meter vrije slag.
Op de Europese kampioenschappen zwemmen 2008 in Eindhoven veroverde de Italiaan de zilveren medaille op de 800 meter vrije slag, op de 400 en de 1500 meter vrije slag strandde hij in de series. Tijdens de Olympische Zomerspelen van 2008 in Peking werd Pizzetti uitgeschakeld in de series van de 1500 meter vrije slag. In Rijeka nam de Italiaan deel aan de Europese kampioenschappen kortebaanzwemmen 2008, op dit toernooi sleepte hij de bronzen medaille in de wacht op de 1500 meter vrije slag.
Op de wereldkampioenschappen zwemmen 2009 in Rome eindigde Pizzetti als achtste op de 1500 meter vrije slag, op de 800 meter vrije slag strandde hij in de series. Tijdens de Europese kampioenschappen kortebaanzwemmen 2009 in Istanboel eindigde de Italiaan als elfde op de 1500 meter vrije slag.
In Boedapest nam Pizzetti deel aan de Europese kampioenschappen zwemmen 2010, op dit toernooi legde hij beslag op de bronzen medaille op zowel de 800 als de 1500 meter vrije slag. Op de Europese kampioenschappen kortebaanzwemmen 2010 in Eindhoven eindigde de Italiaan als vierde op de 1500 meter vrije slag en als zevende op de 400 meter vrije slag. Tijdens de wereldkampioenschappen kortebaanzwemmen 2010 in Dubai eindigde Pizzetti als elfde op de 1500 meter vrije slag, op de 400 meter vrije slag werd hij uitgeschakeld in de series.
In Shanghai nam de Italiaan deel aan de wereldkampioenschappen zwemmen 2011. Op dit toernooi eindigde hij als zevende op de 1500 meter vrije slag, daarnaast strandde hij in de series van de zowel de 400 als de 800 meter vrije slag. Op de 4x200 meter vrije slag eindigde hij samen met Gianluca Maglia, Filippo Magnini en Marco Belotti op de achtste plaats.

## Internationale toernooien
| Jaar | Olympische Spelen    | WK langebaan                                                                   | WK kortebaan                             | EK langebaan                                                 | EK kortebaan                           |
| ---- | -------------------- | ------------------------------------------------------------------------------ | ---------------------------------------- | ------------------------------------------------------------ | -------------------------------------- |
| 2005 |                      | geen deelname                                                                  |                                          |                                                              | 11e 1500m vrije slag                   |
| 2006 |                      |                                                                                | geen deelname                            | geen deelname                                                | geen deelname                          |
| 2007 |                      | geen deelname                                                                  |                                          |                                                              | geen deelname                          |
| 2008 | 17e 1500m vrije slag |                                                                                | geen deelname                            | 10e 400m vrije slag · 800m vrije slag · 12e 1500m vrije slag | 1500m vrije slag                       |
| 2009 |                      | 16e 800m vrije slag 8e 1500m vrije slag                                        |                                          |                                                              | 15e 1500m vrije slag                   |
| 2010 |                      |                                                                                | 21e 400m vrije slag 11e 1500m vrije slag | 800m vrije slag · 1500m vrije slag                           | 7e 400m vrije slag 4e 1500m vrije slag |
| 2011 |                      | 9e 400m vrije slag 9e 800m vrije slag 7e 1500m vrije slag 8e 4x200m vrije slag |                                          |                                                              | geen deelname                          |
| 2012 | 18e 400m vrije slag  |                                                                                |                                          |                                                              |                                        |

## Persoonlijke records
Bijgewerkt tot en met 5 augustus 2011

### Kortebaan
| Afstand          | Tijd     | Datum            | Plaats |
| ---------------- | -------- | ---------------- | ------ |
| 400m vrije slag  | 3.43,52  | 4 augustus 2011  | Rome   |
| 800m vrije slag  | 7.43,35  | 5 augustus 2011  | Rome   |
| 1500m vrije slag | 14.31,60 | 13 december 2008 | Rijeka |

### Langebaan
| Afstand          | Tijd     | Datum         | Plaats   |
| ---------------- | -------- | ------------- | -------- |
| 400m vrije slag  | 3.47,12  | 24 juli 2011  | Shanghai |
| 800m vrije slag  | 7.48,13  | 26 mei 2009   | Pescara  |
| 1500m vrije slag | 14.56,47 | 16 april 2011 | Riccione |